# Regional Four Day Competition 2008/09
Der Regional Four Day Competition 2008/09 war die 43. Saison des nationalen First-Class-Cricket-Wettbewerbes in den West Indies und wurde vom 9. Januar bis zum 11. April 2009 ausgetragen. Gewinner des Wettbewerbes war Jamaika.

## Format
Die sieben Mannschaften spielten in einer Gruppe gegen jedes andere Team jeweils zwei Mal. Für einen Sieg gibt es 12 Punkte, für eine Niederlage nach Führung nach dem ersten Innings vier Punkte, für einen Sieg nach dem ersten Innings bei einem Remis 6 Punkte, für eine Niederlage  nach dem ersten Innings bei einem Remis 6 Punkte, für eine Absage oder keine Entscheidung im ersten Innings 4 Punkte. Der Tabellenführende nach der Gruppenphase ist der Gewinner des Wettbewerbes.

## Resultate

### Gruppenphase
Tabelle
Am Ende der Saison nahm die Tabelle die folgende Gestalt an.
| Team                           | Sp. | S | N | R | LWF | DWF | DLF | ND | Ded | Punkte |
| ------------------------------ | --- | - | - | - | --- | --- | --- | -- | --- | ------ |
| Jamaika                        | 12  | 7 | 1 | 0 | 1   | 3   | 0   | 0  | 0   | 106    |
| Windward Islands               | 12  | 6 | 4 | 0 | 1   | 0   | 1   | 0  | 0   | 79     |
| Leeward Islands                | 12  | 5 | 3 | 0 | 1   | 1   | 1   | 1  | 0   | 77     |
| Trinidad und Tobago            | 12  | 2 | 1 | 0 | 1   | 6   | 2   | 0  | 0   | 70     |
| Barbados                       | 12  | 4 | 5 | 0 | 0   | 1   | 2   | 0  | 0   | 60     |
| Combined Campuses and Collages | 12  | 4 | 4 | 0 | 0   | 0   | 4   | 0  | 0   | 60     |
| Guyana                         | 12  | 0 | 4 | 0 | 2   | 2   | 3   | 1  | 0   | 33     |

Sieg: 12 Punkte; Remis: 3 Punkte